# Waikato (rzeka)
Waikato – najdłuższa rzeka Nowej Zelandii, znajduje się na Wyspie Północnej. Jej długość wynosi 425 km. Swoje źródła ma na stokach wulkanu Ruapehu, następnie przepływa przez jezioro Taupō, po czym uchodzi estuarium do Morza Tasmana w pobliżu miejscowości Port Waikato. Głównym dopływem jest rzeka Waipa. Waikato przepływa między innymi przez Hamilton.
Od 2002 rzeka jest również częścią sieci wodociągowej regionu Auckland, zapewniając średnio 37 000 m³ wody każdego dnia. Na Waikato znajdują się elektrownie wodne. Rzeka żeglowna jest do miasta Hamilton.